# Morris (Alabama)
Morris é uma vila localizada no estado americano do Alabama, no Condado de Jefferson.

## Demografia
Segundo o censo americano de 2000, a sua população era de 1827 habitantes.
Em 2006, foi estimada uma população de 1901, um aumento de 74 (4.1%).

## Geografia
De acordo com o United States Census Bureau tem uma área de 7,9 km², dos quais 7,9 km² cobertos por terra e 0,0 km² cobertos por água.

## Localidades na vizinhança
O diagrama seguinte representa as localidades num raio de 16 km ao redor de Morris.